# Ernst-Paul Hasselbach
Ernst-Paul Hasselbach (* 23. Mai 1966 in Paramaribo; † 11. Oktober 2008 in Lom, Norwegen) war ein niederländischer Fernsehmoderator und TV-Producer des niederländischen und belgischen Fernsehens.

## Leben
Hasselbach wurde als Sohn eines Niederländers und einer surinamischen Mutter geboren. Seine Kindheit war durch viele Umzüge geprägt. Seine Schulausbildung absolvierte er in Vancouver, woraufhin er ein Sport- und Englisch-Studium in Amsterdam aufnahm. Hasselbach war von 2000 bis zu seinem Tod Produzent und Moderator von Expeditie Robinson, der belgisch-niederländischen Version von Survivor. Daneben war er 2004 der Moderator von Peking Express. Er war mit Gracia, der Tochter von Talkshow-Moderator Paul Witteman, verheiratet.
Hasselbach starb zusammen mit einer Produktionsmitarbeiterin während der Dreharbeiten für die Fernsehshow 71° Noord infolge eines Verkehrsunfalls in Norwegen. An der Unfallstelle hat die Produktionsgesellschaft einen Gedenkstein gesetzt.

## Filmografie
- 2000: Expeditie Robinson
- 2004: Peking Express
- 2004: PaPaul
- 2006: De wereld draait door